# Mindörökké Hannah Montana
A Mindörökké Hannah Montana (Hannah Montana Forever) a Hannah Montana című sorozat negyedik és egyben utolsó évada, mely 13 részből áll. Ezt a sorozatot Magyarországon a Disney Channel vetíti. Az évadot az Amerikai Egyesült Államokban 2010. július 11-én kezdték vetíteni. Az évad gyártása 2010. január 18-án kezdődött meg, és még ez év május 14-én befejeződött. A sorozatnak ez az egyetlen évada, melyet HD minőségben forgattak le.[forrás?] Emellett ebben az évadban Mitchel Musso karaktere, Oliver Oken csak visszatérő szereplő, és így már nem tagja a főszereplőcsapatnak.

## A produkció

### Főcímdal
A negyed évadnál a főcímdal és a legtöbb sablon a harmadik évadból származik. A nevek (kivéve Mitchel Mussót) egy görgetett sávon jelennek meg, más és más betűtípussal, úgy mint az amerikai mozik feliratai. A folytatásban aztán következnek a szélesvásznú epizódokból bevágott jelenetek, melyek már csak negyedik évadosak. A The Best of Both Worlds című szám ugyanazon újfajta verziója szól a főcím alatt, mint ami a harmadik évadban. Bár egy zöld-képernyős technológia alapján a harmadik évados koncert van bevágva a koncertes jelenetekhez. A készítők nevei az utolsó kettő epizódból bevágott jelenetben jelennek meg. Felújított jelenet még az is, ahogy Miley körbefordul és átváltozik Hannah-vá a főcímdal közepén, amikor Miley nézi, ahogy egy jelenetben megöleli az apját az új évadból kivágott jelenetben. A végén amikor Hannah azt mondja, hogy "shhh", majd nevet, akkor lehet látni, hogy ezt a két jelenetet egybeolvasztották az eddigi hagyományokkal szemben, ahol ez a két cselekvés mindig két jelenetből állt.

### Szereplők
Mitchel Musso a negyedik évadban már nem tagja a főszereplők csoportjának, mivel zenei karrierjét építi, valamint kapott egy saját Disney sorozatot, a Királyi párost, ahol Doc Shaw oldalán játszik. Így a főszereplők száma lecsökkent, és már csak Miley Cyrus, Emily Osment, Jason Earles, Moises Arias, Billy Ray Cyrus maradtak meg az eredeti csapatból.
2010. március 3-án néhány vendégszereplő kilétére derült fény. A negyedik évadban vendégszerepel Ray Liotta, Angus T. Jones, Sheryl Crow és Christine Taylor. Egy újabb bemutatkozó szereplő derült ki, ez pedig nem más, mint a Jackson barátnőjét alakító Tammin Sursok.

## Zene
Az "Are You Ready (Superstar)", "Ordinary Girl", "I'm Still Good", "Que Sera" és a "Gonna Get This" dalok lettek felhasználva, hogy reklámozzák a Hannah Montana új évadát. A negyedik évadhoz a filmzenei lemez 2010. október 19-én jelent meg az Egyesült Államokban.

## Áttekintés
| Évad | Évad | Epizódok | Év        | Amerikai premier | Magyar premier       | Amerikai finálé  | Magyar finálé     |
| ---- | ---- | -------- | --------- | ---------------- | -------------------- | ---------------- | ----------------- |
|      | 4.   | 14       | 2010–2011 | 2010. július 11. | 2010. szeptember 18. | 2011. január 16. | 2011. április 30. |

## Epizódok
- Az évad forgatása 2010. január 18-tól[3] 2010. május 14-ig[4] tartott.
- Miley Cyrus minden epizódban szerepel.
- Emily Osment, Billy Ray Cyrus és Jason Earles egy epizódból hiányzik.
- Moises Arias négy epizódból hiányzik.
- Cody Linley, Dolly Parton és Vicki Lawrence egy epizódban szerepel.
- Drew Roy három epizódban szerepel.
- Mitchel Musso két epizódra tér vissza.[12]

|  | Alább a cselekmény részletei következnek! |

| Sorozat # | Évad # | Magyar és eredeti cím                                                    | Író(k)                                                       | Rendező(k)                                    | Amerikai premier     | Magyar premier       | Produkciós kód | Amerikai nézők (millió) |
| --- | ------ | ------------------------------------------------------------------------ | ------------------------------------------------------------ | --------------------------------------------- | -------------------- | -------------------- | -------------- | ----------------------- |
| 86 | 1      | Édes otthon, Hannah Montana módra (Sweet Home Hannah Montana)            | Michael Poryes & Steven Peterman                             | Bob Koherr                                    | 2010. július 11.     | 2010. szeptember 18. | 402            | 5.7                     |
| A Stewart család beköltözik az új otthonukba, de Miley és Lilly rájönnek, hogy Robby elköltöztette az új házba Miley régi gyerekkori hálószobáját a régi bútoraival, azaz a fehér emeletes ágyat, a rózsaszín falakat, a rózsaszín ágyneműket, a babákat, egy plüss unikornist és Szivárvány Röfit. A két lány elhatározza, hogy muszáj beiktatni pár változást. Ezalatt Jacksonnak muszáj kedvesen bánnia TJ-vel, az újdonsült szomszéddal, akinek van egy nagyon szép unokatestvére, Siena, aki szintén a szomszédban lakik. Hiányzik: Moises Arias – Rico Vendégszereplők: Angus T. Jones – T.J., Tammin Sursok – Siena, Morgan York – Sarah, Hayley Chase – Joannie Palumbo Hannah dal: "Are You Ready (Superstar)" Megjegyzés: Ettől az epizódtól kezdve, a sorozatot HD minőségben vetítik és ez az utolsó olyan Disney Channel sorozat, melyet átalakítottak HD felvételűre; bár az újításokat már bevezették, a sorozatot még mindig videoszalagra veszik (ami tipikusan a Disney Channel többkamerás szitkomjaira jellemző). Most, hogy a Stewart család új házba költözött, a sorozat már a második olyan produkcióvá vált, ahol a sorozat díszletet és helyszínt vált. Az első ilyen a JONAS volt (amit átnevezetek JONAS L.A.-re a második évadjára, mivel a sorozat díszletét lecserélték New Jersey-ről Los Angeles-re) is. Mitchel Musso már nem állandó főszereplő, így nem szerepel a főcímdalban, és már csak visszatérő szereplő, mivel Mitchel új szerepet kapott egy új Disney XD sorozatban, melynek címe Királyi páros, valamint a színész a zenei karrierjére szeretne koncentrálni. |        |                                                                          |                                                              |                                               |                      |                      |                |                         |
| 87 | 2      | Hannah Montana a dirinél (Hannah Montana to the Principal's Office)      | Steven James Meyer                                           | Bob Koherr                                    | 2010. július 18.     | 2010. szeptember 18. | 401            | 5.4                     |
| Miley-t elfelejti az apja időben beíratni az iskolába, de Luger igazgató kivételt tesz, és helyette beíratja Hannaht, ami először megoldásnak tűnik. Később azonban Miley ráébred, hogy Hannahként az iskolában még több balhéba keveri. Ezalatt Jackson fél elhívni randira Sienát. Mellékszereplők: LaTonya Holmes – női kórustag #1, Fuschia! – női kórustag #2, Clent Bowers – férfikórustag, Reggie Brown – Obama elnök Vendégszereplők: Tammin Sursok – Siena, Erin Matthews – Karen Kunkle, Morgan York – Sarah, Hayley Chase – Joannie Palumbo Különleges vendégszereplő: Ray Liotta – Luger igazgató Hannah dalok: "Ordinary Girl" Megjegyzés: Amikor Rico megkérdezi Hannaht, hogy "Emlékszel rám?" akkor a második évad 29. részére utal, ahol ő, Johhny (Corbin Bleu) és Hannah hármasrandira mentek. |        |                                                                          |                                                              |                                               |                      |                      |                |                         |
| 88 | 3      | A kiábrándító sikoly (California Screamin')                              | Jay J. Demopoulos                                            | Bob Koherr                                    | 2010. július 25.     | 2010. szeptember 25. | 403            | 4.2                     |
| Miley úgy érzi, hogy Robby feláldozta a saját életét a lánya karrierjéért, így Miley összehoz neki egy vak randit az iskolanővérrel, Lorival. Ezalatt Jackson a Sienával való első csókja miatt aggódik, mert Rico azt mondta neki, hogy amint Jackson megcsókolja Sienát, a lány azonnal szakít vele. Vendégszereplők: Christine Taylor – Lori, Tammin Sursok – Siena |        |                                                                          |                                                              |                                               |                      |                      |                |                         |
| 89 | 4      | Ki ne add a titkomat! (De-Do-Do-Do, Da-Don't-Don't-Don't Tell My Secret) | Jay J. Demopoulos                                            | Bob Koherr                                    | 2010. augusztus 1.   | 2010. október 2.     | 404            | 5.7                     |
| Miley titka majdnem kiderül, amikor egy Hannah Montana eseményről jön vissza és Siena meglátja őt a Stewart ház ablakából. Siena gyanakodni kezd, hogy Jackson egy másik lánnyal jár, így Jackson könyörögni kezd Miley-nak, hogy árulják a titkot. Miután Siena másodszorra is majdnem megtudja, hogy Miley és Hannah Montana egy személy, Miley beleegyezik, hogy elmondja a titkát Sienának, de a mégis meghátrál. Miután Siena már komolyan azt gondolaja, hogy Jackson megcsalja őt Hannah Montanával, Miley végre elmondja neki az igazat és tisztázza a helyzetet. Ezalatt Robby elviszi horgászni Ricót, hogy megtanítsa a fiúnak, hogyan kell megnyugodni. Vendégszereplők: Tammin Sursok – Siena, Robert Costanzo – Al Blaine |        |                                                                          |                                                              |                                               |                      |                      |                |                         |
| 90 | 5      | Ég veled Jake (It's the End of Jake as We Know It)                       | Maria Brown-Gallenberg                                       | Shannon Flynn                                 | 2010. augusztus 8.   | 2010. október 9.     | 405            | 4.7                     |
| Oliver látogatóba érkezik, és egy titkot is hoz magáról Jake-ről. Kiderül, hogy Jake megcsalta Miley-t. Miután Jake megérkezik, Lilly és Oliver megpróbálják elrejteni Miley elől a titkot, hogy a lány az ünnepi jelenetek forgatására koncentrálhasson Hannahként. Miley később megtudja egy kisfiútól az igazat, aki hallotta Lilly és Oliver beszélgetését Jake-ről. Oliver megmutatja Miley-nak a képet, aki egy másik lánnyal csókolózik. Egy hathatós jelenet után, melyet Jake-kel játszottak el, Miley végül szakít a fiúval. Ezalatt Jackson beöltözik Rico apjának kétezer dollárért cserébe, hogy elmehessen Peruba, és meglátogassa az ott modellkedő Sienát. Mellékszereplők: David Burrus – Henry Vendégszereplők Robert Contanzo – Al Blaine, Alec Ledd – Ronnie, Cody Linley – Jake Ryan Különleges vengégszereplő: Mitchel Musso – Oliver Oken Különleges sztárvendég: Sheryl Crow – Herself Hannah dalok: "Need a Little Love" (Sheryl Crow-val közreműködve) |        |                                                                          |                                                              |                                               |                      |                      |                |                         |
| 91 | 6      | Örökké együtt (Been Here All Along)                                      | Douglas Lieblein                                             | Adam Weissman                                 | 2010. augusztus 7.   | 2011.                | 407            | 4.6                     |
| Miley lemondja a szokásos apa-lánya délutánt, és helyette elmegy randizni Jesse-vel. Miley mérges lesz, amikor Jesse elrontja a randijukat azáltal, hogy felveszi a telefonját és elkezd beszélgetni az apjával, de amikor Jesse elmondja neki, hogy az apja katonaként állomásozik Afganisztánban és alig tudnak beszélni, Miley ráébred, hogy ő mennyire szerencsés, hogy az apja mindig ott van neki, így kárpótolja Robbyt. A katonák iránti tisztelgésből Hannah koncertet szervez a katonáknak és családjaiknak, akiknek nincs meg az a szerencse, hogy együtt lehetnek otthon. Hiányzik: Moises Arias – Rico Mellékszereplők: Samantha Abrigo – kislány, Brandi Cyrus – gitáros, Charlene Deguzman – dobos, Alvin C. Forbes – billentyűs, Max Atom Kuehn – basszusgitáros Vendégszereplők: Christine Taylor – Lori, Drew Roy – Jesse Hannah dalok: "Been Here All Along", "Que Sera" és "I'm Still Good" |        |                                                                          |                                                              |                                               |                      |                      |                |                         |
| 92 | 7      | Elbocsátó szeretet (Love That Let's Go)                                  | Heather Wordham                                              | Adam Weissman                                 | 2010. szeptember 12. | 2010. október 23.    | 406            | 4.5                     |
| Lilly végre fel akar szállni Farmerre lovagolni, de a lovaglás során Farmert megharapja egy kígyó és ledobja magáról Lillyt, majd a ló is összeesik. Lilly lába eltört és kerekesszékben van. Lilly és Robby Ray segítenek támogatni Miley-t, amíg Farmer meggyógyul. Ezalatt Jackson megpróbálja lenyűgözni Sienát azáltal, hogy elolvassa a lány kedvenc könyveit, de mindig elterelődik a figyelme a birkózás magazinok láttán. Jackson egy kicsit brutális, de valóságos motivációt kap. Hiányzik: Moises Arias – Rico Vendégszereplők: Tammin Sursok – Siena, Morgan York – Sarah, Noah Cyrus – Kislány Különleges sztárvendég: John Cena – saját maga Hannah dalok: "Love That Lets Go" (Billy Ray Cyrusszal közreműködve) Megjegyzés: Az epizód legvégén megtudjuk, hogy ezt az epizódot Miley Cyrus igazi lovának, Roam-Man emlékére írták, aki 2009-ben pusztult el. Ez az évad első olyan része, melyben nem szerepel Hannah Montana. |        |                                                                          |                                                              |                                               |                      |                      |                |                         |
| 93 | 8      | Hannah összehozza (Hannah's Gonna Get This)                              | Steven James Meyer (Forgatókönyv) Donna Jatho (Történet)     | Bob Koherr                                    | 2010. október 3.     | 2010. október 30.    | 408            | 4.1                     |
| Hannahnak írnia kell egy dalt az új albumára még péntek előtt. Miley ír egy dalt, ami azonban nem tetszik a zenei rendezőnek. A rendező keres 10 Hannah rajongót és megkérdezi tőlük, hogy tetszik-e nekik a dal. A legtöbb gyereknek nem tetszik, így Hannah ráveszi Lillyt, hogy öltözzön gyereknek és győzze meg a többit. Hannah ráébred, hogy ez az ő karrierje, és akkor is meg akarja csinálni a dalt, ha kap néhány negatív véleményt. A végén a dalt duettben adják elő Iyazzal, aki még előtte meghallja a dalt és nagyon el akarja énekelni. Ezalatt Jackson megtudja, hogy Ricónak van bajusza, így megpróbál ő is növeszteni egyet. Sok sikertelen próbálkozás után Jackson elismeri, hogy nem tud bajuszt növeszteni, de egy kis kutatómunkát is végez, amelyből kiderül, hogy Rico bajusszal rendelkező felmenői közül mindenki megkopaszodott. Mellékszereplők: Zach Callison – Douglas, Brighton Sharbino – Cammi, Brie Bernstein – Tina, Nay Nay Kirby – Chelsea Vendégszereplők: Gildart Jackson – Quinn Különleges sztárvendég: Iyaz – saját maga Hannah dalok: "Que Sera", "Gonna Get This" (Iyazzal közreműködve), "Barefoot Cinderella" (Robbie Ray énekli, miközben megírja) |        |                                                                          |                                                              |                                               |                      |                      |                |                         |
| 94 | 9      | Sosem feledlek el (I'll Always Remember You)                             | Andrew Green & Maria Brown-Gallenberg                        | Bob Koherr (1. rész), Shannon Flynn (2. rész) | 2010. november 7.    | 2010. november 7.    | 409-410        | 7.1                     |
| Miley titka problémává válik. Miley szerelme, Jesse elárulja, hogy már tudja a Hannah titkot, csak meg kellett figyelnie pár dolgot, és később a Jay Leno showban Jesse ad egy puszit Hannahnak. A mólónál Jesse megöleli és megpuszilja Miley-t, és a világ megcsalással gyanúsítja a fiút. Miley és Jesse szakítanak. Miley és Lilly megkapják az egyetemi felvételi lapjukat, de Miley nem jutott be a Stanford egyetemre, mert nem vett részt elég tanulmányon kívüli elfoglaltságban Hannah miatt. Miley ezután Hannah segítségével sem kerül be, de Lilly azt választja, hogy a következő évben mégsem megy a Stanford egyetemre, Miley-val marad egy másik egyetemen, és addig jelentkeznek, amíg mindketten be nem kerülnek a Stanfordra. Miley, bár Hannah féle lelkiismerete miatt, de ráébred, hogy a barátai már oly sokat feláldoztak a titka érdekében. Miután a gardróbban jár Miley és nézegeti a Hannah ruhákat, emlékeket felidézve, eldönti, hogy visszamegy a Jay Leno showba. Amikor már megy a műsor, Miley leleplezi a világ számára a titkát és elénekel egy új dalt Mileyként. Jackson, Rico és Siena zenésen kommentálják az epizódot, összefoglalva az egész tartalmát. Mellékszereplők: Charlene Deguzman – dobos, Alvin C. Forbes – billentyűs, Max Atom Kuehn – basszusgitáros, Geoffrey Giro Plitt – Lenny, Nathaniel John Smith – srác Vendégszereplők: Drew Roy – Jesse, Tammin Sursok – Siena, Valerie Mahaffey – Ms. Jameson Különleges sztárvendég: Jay Leno – saját maga Különleges sztárfelbukkanás: Phil McGraw – saját maga A "The Tonight Show with Jay Leno" jelenet: - Rendező: Liz Plonka - Kisegítő rendező: Amy Kimmelman - Elsődleges rendezőasszisztens: Michael Jason Schiff Megjegyzés: Ez egy különleges egyórás epizód. Az epizód először a Who Is Hannah Montana? DVD-n volt elérhető 2010. november 2-ától az Egyesült Államokban. Az epizódot ugyanazon a napon adták le világszerte, mint az USA-ban. Bár Jason Earles, Moises Arias és Tammin Sursok jelen vannak az epizódban, nem szerepelnek, mint Jackson, Rico és Siena, hanem helyette narrátorok az epizódban. Ez a második alkalom, hogy Rico a narrátor szerepben tudja Miley titkát (az első a szintén egyórás He Could Be the One című részben volt, a harmadik évad 18. részében [itthon a harmadik évad 18. és 19. része]). Hannah dalok: "Barefoot Cinderella", "I'll Always Remember You", "Wherever I Go" |        |                                                                          |                                                              |                                               |                      |                      |                |                         |
| 95 | 10     | Látod az idazi énem? (Can You See The Real Me?)                          | Douglas Lieblein                                             | John D'Incecco                                | 2010. december 5.    | 2011.                | 411            | 4.9                     |
| Miley interjút ad Robin Robertsnek, miután leleplezte magát, hogy ő Hannah Montana. Miley elmeséli a kettős élettel járó dolgokat és a legemlékezetesebb eseményeket, melyek többnyire a barátairól szól, a családjáról, a szerelmi életéről, és hogy hogyan volt képes két életet irányítani. Hiányzik: Emily Osment – Lilly Truscott, Jason Earles – Jackson Stewart, Moises Arias – Rico Suave, Billy Ray Cyrus – Robby Ray Stewart Különleges vendégszereplő: Robin Roberts – saját maga Hannah dalok: "This Is the Life", "True Friend", "One in a Million", "Nobody's Perfect", "Been Here All Along", "Life's What You Make It" Megjegyzés: Bár nem szerepeltek az epizódban, Lilly, Robby Ray, Jackson és Rico mind mutatva voltak a korábbi epizódok jelenetiből. Ez az első alkalom, hogy Lilly és Jackson nem szerepelnek egy epizódban. |        |                                                                          |                                                              |                                               |                      |                      |                |                         |
| 96 | 11     | Ezt már lesheted (Kiss It All Goodbye?)                                  | Jay J. Demopoulos (Forgatókönyv), Edward C. Evans (Történet) | Shannon Flynn                                 | 2010. december 19.   | 2011.                | 412            | ?                       |
| Miley rájön, hogy a kritikusok és a szülők nem szeretik őt, miután felfedte magát, így Dolly néni megkéri Miley-t, hogy csatlakozzon hozzá a színpadon, de Miley fél, hogy soha sem tud újra fellépni sehol. Miután Robby Ray erőt vesz magán és fellép, Miley eldönti, hogy búcsúcsókot ad a félelmeinek. Eközben Rico végre megtudja, hogy Miley volt Hannah Montana és sokkolja, hogy erre eddig nem jött rá magától. Mellékszereplők: LaTonya Holmes – kórustag #1, Clent Bower – kórustag #2, Meloney Collins – kórustag #3 Vendégszereplők: LaTonya Holmes – kórustag #1, Clent Bower – kórustag #2, Meloney Collins – kórustag #3 Különleges sztárvendég: Dolly Parton – Dolly néni Hannah dalok: "Kiss It Goodbye" |        |                                                                          |                                                              |                                               |                      |                      |                |                         |
| 97 | 12     | Haragos nagyi (I am Mamaw, Hear Me Roar)                                 | Bob Koherr                                                   | Heather Wordham                               | 2011. január 9.      | 2011.                | 413            | 4.3                     |
| Eljön a ballagás napja és a Nagyi csalódott, mert még egy képet sem tudott csinálni Miley-val a rajongói miatt. Amikor a rajongók kezdik körülvenni Miley-t, a Nagyi összezavarodik, és azt hiszi, hogy az unokája többet törődik a rajongóival, mint vele. Ezalatt Rico megvicceli Jacksont, és azt mondja neki, hogy Jackson nem lenne oda Sienáért, ha a lánynak rövid haja lenne. Mellékszereplők: Lola Consuelos – Nina, Mary-Charles Jones – fiatal Miley, Maxine Weldon – Estelle Vendégszereplők: Tammin Sursok – Siena, Hayley Chase – Joannie Palumbo, Nate Hartley – Aaron, Tim Maculan – Maitre d', Pamela Dunlap – Mrs. Elderman, Michael Ensign – Mr. Elderman Különleges sztárvendég: Vicki Lawrence – Nagyi, Jon Cryer – Ken Truscott Különleges sztárfelbukkanás: Kelly Ripa – saját maga Hannah dalok: "Gonna Get This" (Nagyi énekli a rész végén) |        |                                                                          |                                                              |                                               |                      |                      |                |                         |
| 98 | 13     | Bárhova megyek (Wherever I Go)                                           | Bob Koherr                                                   | Michael Poryes Steven Peterman                | 2011. január 16.     | 2011.                | 414-415        | 6.2                     |
| Miley Stewart hírneve egyre nagyobb és nagyobb lesz, és odáig fajul, hogy felkérik egy filmszerepre, amit Párizsban forgatnak. Miley elfogadja a lehetőséget, de választania kell: film Párizsban vagy főiskola Lillyvel? Vendégszereplő: Drew Roy – Jesse, Tammin Sursok – Siena, Shanica Knowles – Amber Addison, Anna Maria Perez de Tagle – Ashley Dewitt, Tug Coker – Hüllő akrobata, Julia Cho – Luna Különleges sztárvendég: Mitchel Musso – Oliver Oken Hannah dalok: "Wherever I Go" (Emily Osmenttel közreműködve), "True Friend", "Barefoot Cinderella", "Kiss It Goodbye" Megjegyzés: Ez egy különleges egyórás rész, és egyúttal az évad, ezzel együtt a sorozat befejező része is. A szereplők elbúcsúznak 14-dik rész nagyon rövid! |        |                                                                          |                                                              |                                               |                      |                      |                |                         |

## Nemzetközi premierek
| Ország / Régió     | Csatorna | Évad premier         | Megjegyzés                                                                                 |
| ------------------ | --- | -------------------- | ------------------------------------------------------------------------------------------ |
| Arab államok       | Disney Channel Középkelet                                                                                   | 2010. szeptember 18. | Arab feliratozással, leadva először az első két epizód, majd heti epizódokkal folytatódott |
| Ázsia              | Disney Channel Ázsia                                                                                        | 2010. augusztus 9.   | Egy betekintő videót adtak le az epizód előtt, a Szupersztár Hétfő részeként.              |
| Ázsia              | Disney Channel Ázsia                                                                                        | 2010. szeptember 18. | Hivatalos premier                                                                          |
| AUS                | Disney Channel Ausztrália                                                                                   | 2010. augusztus 20.  |                                                                                            |
| FRA                | Disney Channel Franciaország                                                                                | 2010. október 6.     | Két epizód volt a hivatalos premier.                                                       |
| GER                | Disney Channel Németország                                                                                  | 2010. október 7.     | Heti kettő epizód októberben és novemberben                                                |
| GRC                | Disney Channel Görögország                                                                                  | 2010. szeptember 18. |                                                                                            |
| IND                | Disney Channel India                                                                                        | 2010. október 30.    | 9 epizódot adtak le                                                                        |
| IRL                | Disney Channel Írország                                                                                     | 2010. október 4.     |                                                                                            |
| ITA                | Disney Channel Olaszország                                                                                  | 2010. szeptember 17. | Keddenként este 7 órakor.                                                                  |
| JPN                | Disney Channel Japán                                                                                        | 2010. szeptember 30. |                                                                                            |
| ARG                | Disney Channel Latin-Amerika                                                                                | 2010. augusztus 13.  | Péntekenként este 6 órakor.                                                                |
| BRA                | Disney Channel Latin-Amerika                                                                                | 2010. augusztus 13.  | Péntekenként este 6 órakor.                                                                |
| CHI                | Disney Channel Latin-Amerika                                                                                | 2010. augusztus 13.  | Péntekenként este 6 órakor.                                                                |
| COL                | Disney Channel Latin-Amerika                                                                                | 2010. augusztus 13.  | Péntekenként este 6 órakor.                                                                |
| MEX                | Disney Channel Latin-Amerika                                                                                | 2010. augusztus 13.  | Péntekenként este 6 órakor.                                                                |
| VEN                | Disney Channel Latin-Amerika                                                                                | 2010. augusztus 13.  | Péntekenként este 6 órakor.                                                                |
| Új-Zéland          | Disney Channel Ausztrália                                                                                   | 2010. augusztus 20.  |                                                                                            |
| Kelet-Közép-Európa | Disney Channel Kelet-Közép-Európa (Lengyelország, Csehország, Szlovákia, Románia, Magyarország és Bulgária) | 2010. szeptember 18. | Az első két epizódot adták le.                                                             |
| ESP                | Disney Channel Spanyolország                                                                                | 2010. szeptember 24. |                                                                                            |
| GBR                | Egyesült Királyság                                                                                          | 2010. október 4.     | Heti két epizód októberben és novemberben                                                  |